# SAFEGE

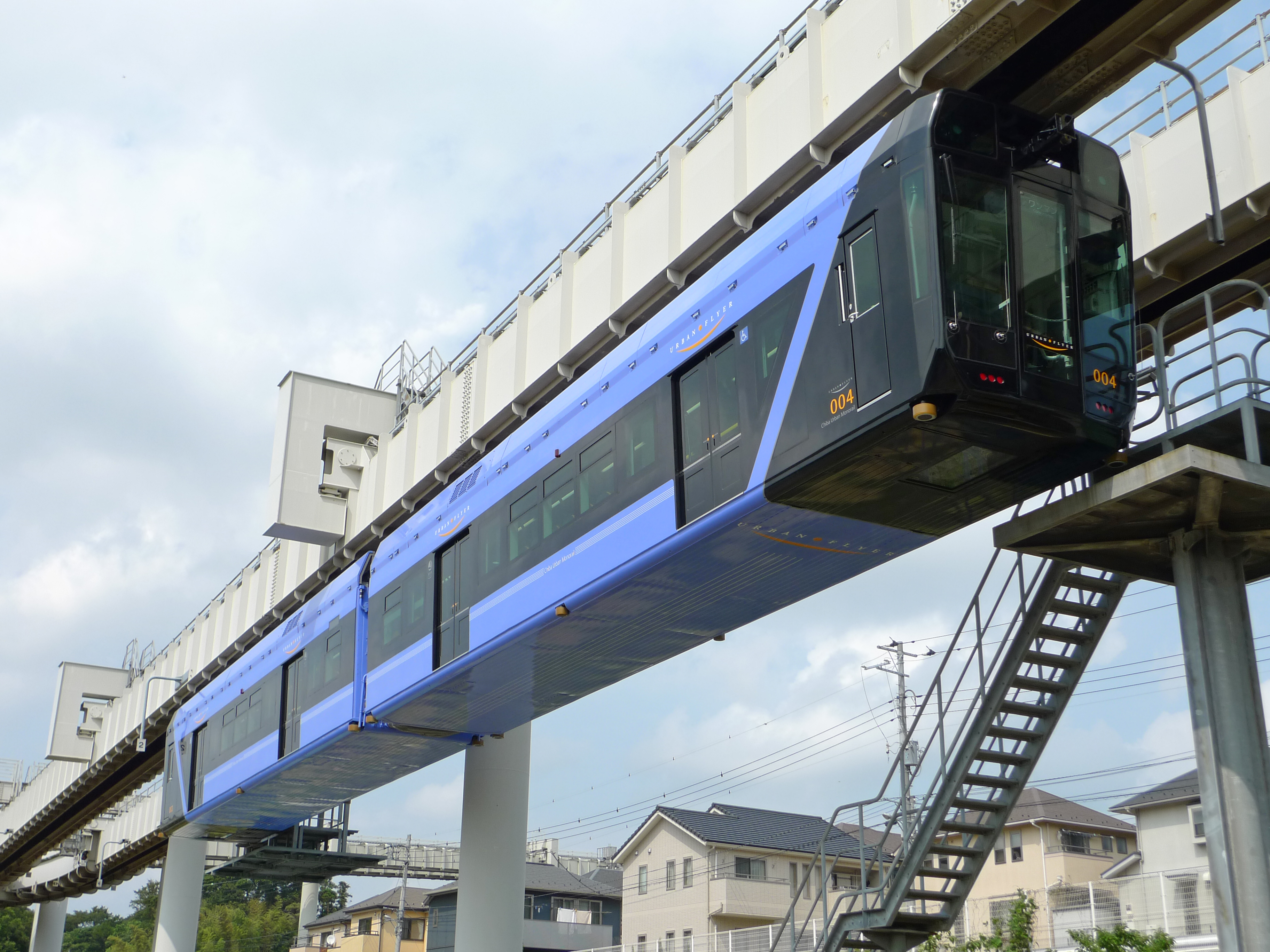
千葉都市モノレール0形

SAFEGE（サフェージュ）は、フランスのモノレールの事業体および同社の開発したモノレールの形式のことである。

## 概要
SAFEGEはタイヤ製造のミシュランや自動車メーカーのルノーを含む25の企業で構成され、コンサルティングと技術に関する事務を行う。元々は1919年にSociété Auxiliaire Française d'Électricité, Gaz et Eauとして設立された持ち株会社で、民間水道、ガス、発電と配電に関する事業を行っていた。1947年にこれらの公共用途が国有化された際、現在の業務形態に変更され、社名をSociété Anonyme Française d'Études, de Gestion et d'Entreprises（『フランス経営経済研究株式会社』の意）、次いでSociété Anonyme Française d'Études et de Gestionと改めた後、1965年に頭字語であるSAFEGEが正式な企業名となった。
2015年3月12日付で社名をスエズ・コンサルティング (Suez Consulting) に改め、現在はスエズの子会社として、水道と環境技術分野の建設コンサルタントを専門に展開している。

## サフェージュ式モノレール

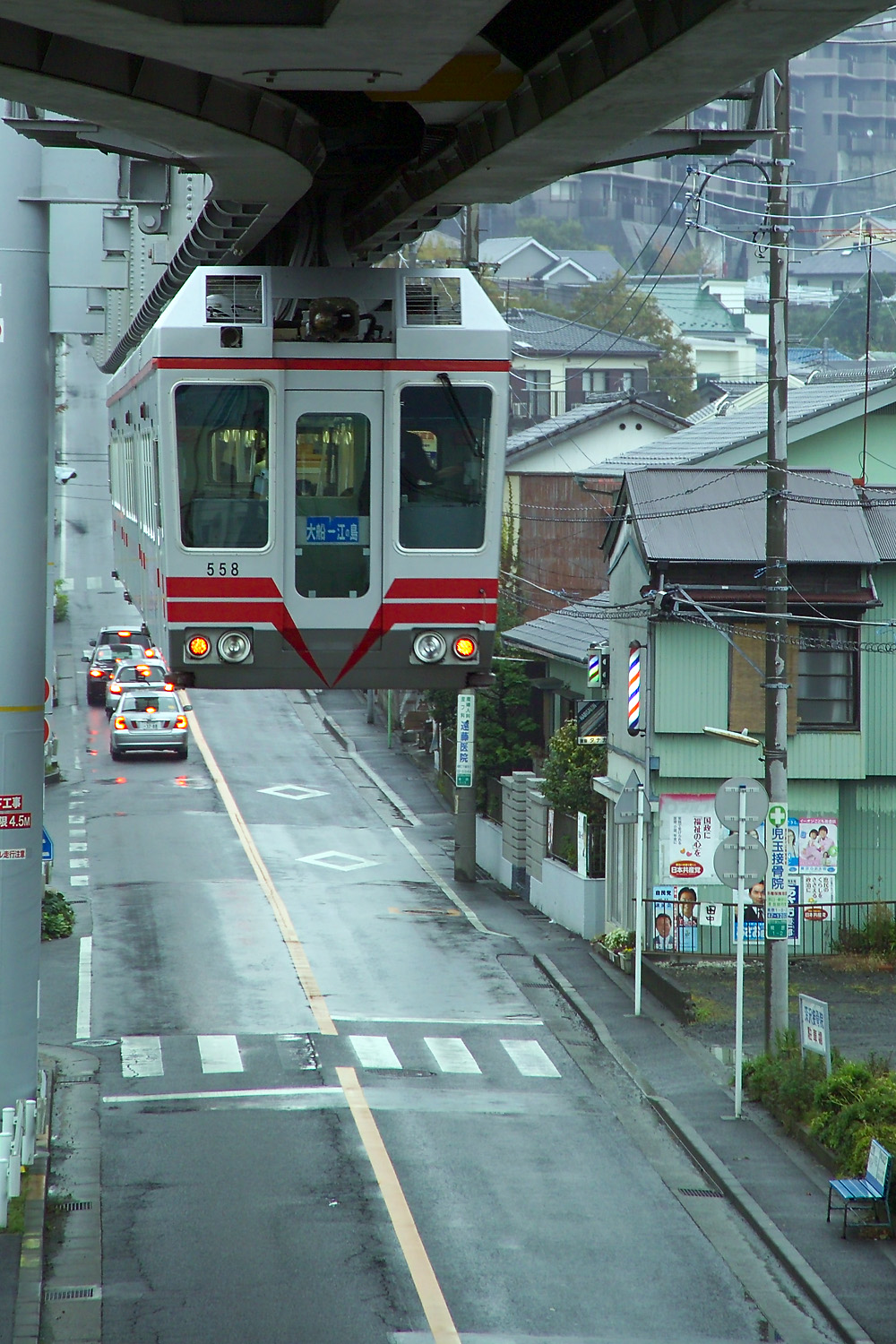
湘南モノレール

フランスのリュシアン・シャーデンソン (Lucien Chadenson) を中心とするSAFEGEの設計チームが、1957年に開発した懸垂式モノレールの方式である。
軌道桁を下面中央部が開いた鋼板製の箱型とし、下面中央部にある台車に車両上部からの懸垂リンクを連結して車両を懸垂している。軌道桁の開口部両側に設けた対称形の走行桁を、台車に装備された走行輪のゴムタイヤ車輪で車両を支持・駆動し、軌道桁の内部両側面に設けたH鋼による案内軌条を、台車に装備されている水平案内車輪が両側で走行することで車両を案内する方式である。車両上部の懸垂リンクにより、カーブを通過する際には速度に見合う遠心力が車両に発生して、それにより自然に振り子のように傾くため、速度を下げずに通過できる。台車にはゴムタイヤ車輪を駆動させるための主電動機が搭載されており、電車線は剛体架線式を採用して箱型の軌道桁の上部に設置され、台車上部に取付けられた集電装置により電力が供給される。また、乗り心地を良くするため、懸垂リンクの水平方向にダンパーを取付けて、強い横風やカーブを曲がる際の遠心力による車両のロールスピードを穏やかにする、台車に空気ばねを装備して車両の上下振動を緩和する、走行路にエポキシ樹脂などの舗装を行う場合がある。
軌道桁を支持する支柱はT型鋼製で、支柱間隔は30 - 40 mとしている。この方法は走行装置や走行路が雨水・積雪にさらされることがないため、天候にかかわらず安定した運行が可能、台車からの騒音を軌道桁に封じ込めることによる走行音の低下、メンテナンスが容易、走行系メカニズムが前後対称であることから逆方向へも同じ速度での走行が可能で単線構成が可能などの大きなメリットがある。
サフェージュ式の派生形として複数の形態が存在する。シーメンスが提案する運行管理システムなどを含めたSIPEMシステムは、ドイツで2か所、「Hバーン（H-Bahn: ドルトムント）」「スカイトレイン（Skytrain: デュッセルドルフ空港）」で実用化されている。アメリカ合衆国では、ダラスやシアトルにサフェージュ式をベースに高速化を目指して鉄軌・鉄輪に変更した「エアロレール (Aerorail)」が、フロリダ州タンパで鉄レール・鉄輪と箱桁内にボギー台車と台車をつなぐ床板構造をおさめた「スカイトレイン」がそれぞれ提案されているが、現状では提案のみにとどまっている。

### 歴史
1959年、オルレアン近郊に1.4 kmの実験線が建設され、1960年から7年間にわたるテストが行われた。この実験線は映画『華氏451』の冒頭部に登場している。
日本ではサフェージュ式の技術導入に際して、三菱重工業が日本エアウェイ開発を設立し、名古屋市交通局協力会東山公園モノレールで行われた実用試験を基に、湘南モノレール江の島線が開業した。

## 日本のサフェージュ式モノレール路線
| 事業者名             | 所在地   | 路線名             | 路線延長 | 開業日        | 廃止日         |
| -------------------- | -------- | ------------------ | -------- | ------------- | -------------- |
| 湘南モノレール       | 神奈川県 | 江の島線           | 6.6 km   | 1970年3月7日  |                |
| 千葉都市モノレール   | 千葉県   | 1号線              | 3.2 km   | 1995年8月1日  |                |
| 千葉都市モノレール   | 千葉県   | 2号線              | 12.0 km  | 1988年3月28日 |                |
| 名古屋市交通局協力会 | 愛知県   | 東山公園モノレール | 0.5 km   | 1964年2月8日  | 1974年12月18日 |